# A73-as autópálya (Németország)
Az A73-as autópálya (németül: Bundesautobahn 73, azaz BAB 73 vagy A73) egy autópálya Németországban Suhl és Nürnberg között. Hossza 170 km.

## Díjfizetés
Mint ahogyan egész Németországban, itt is ingyenes az autópálya használata.

## Képgaléria

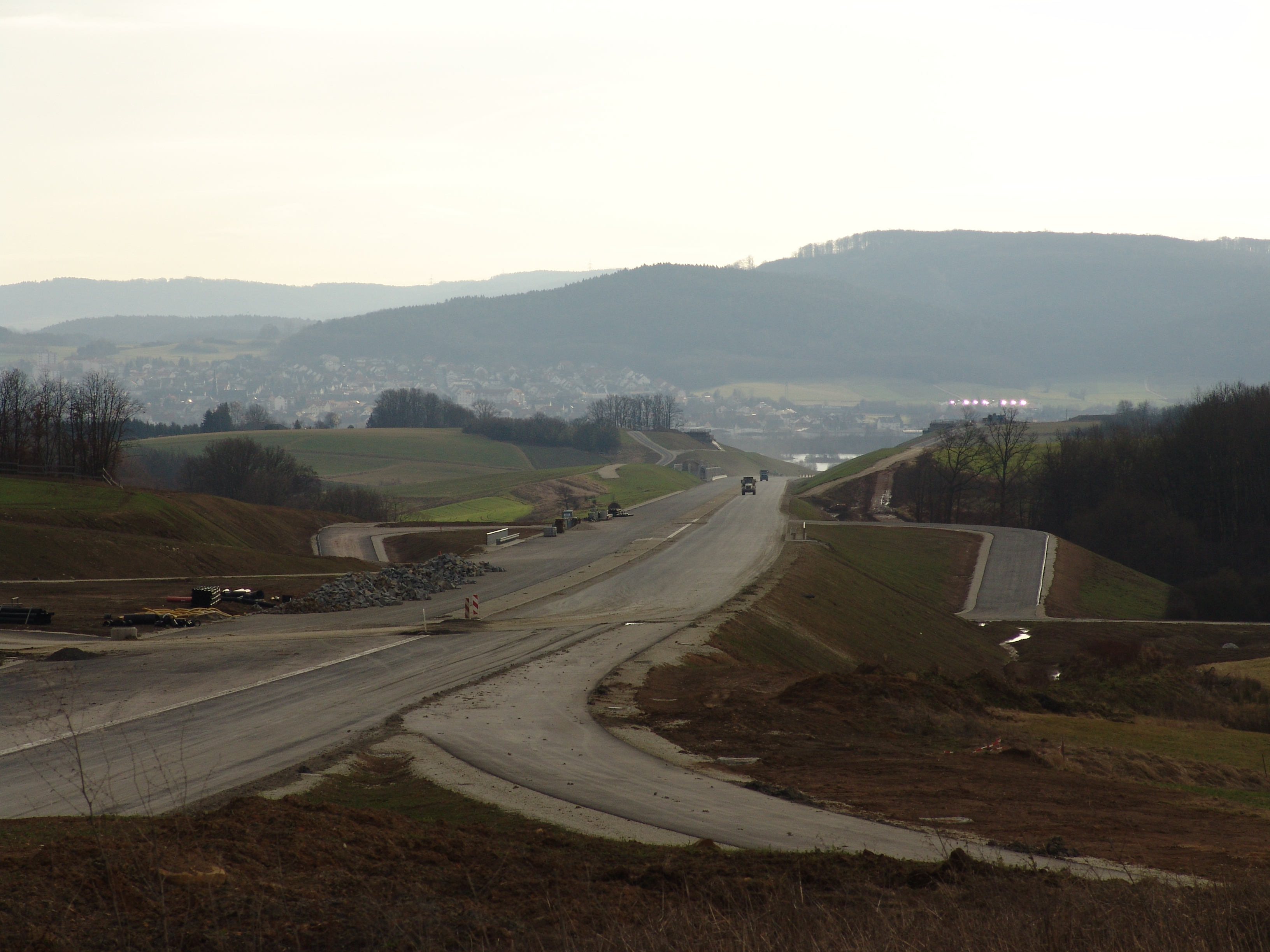
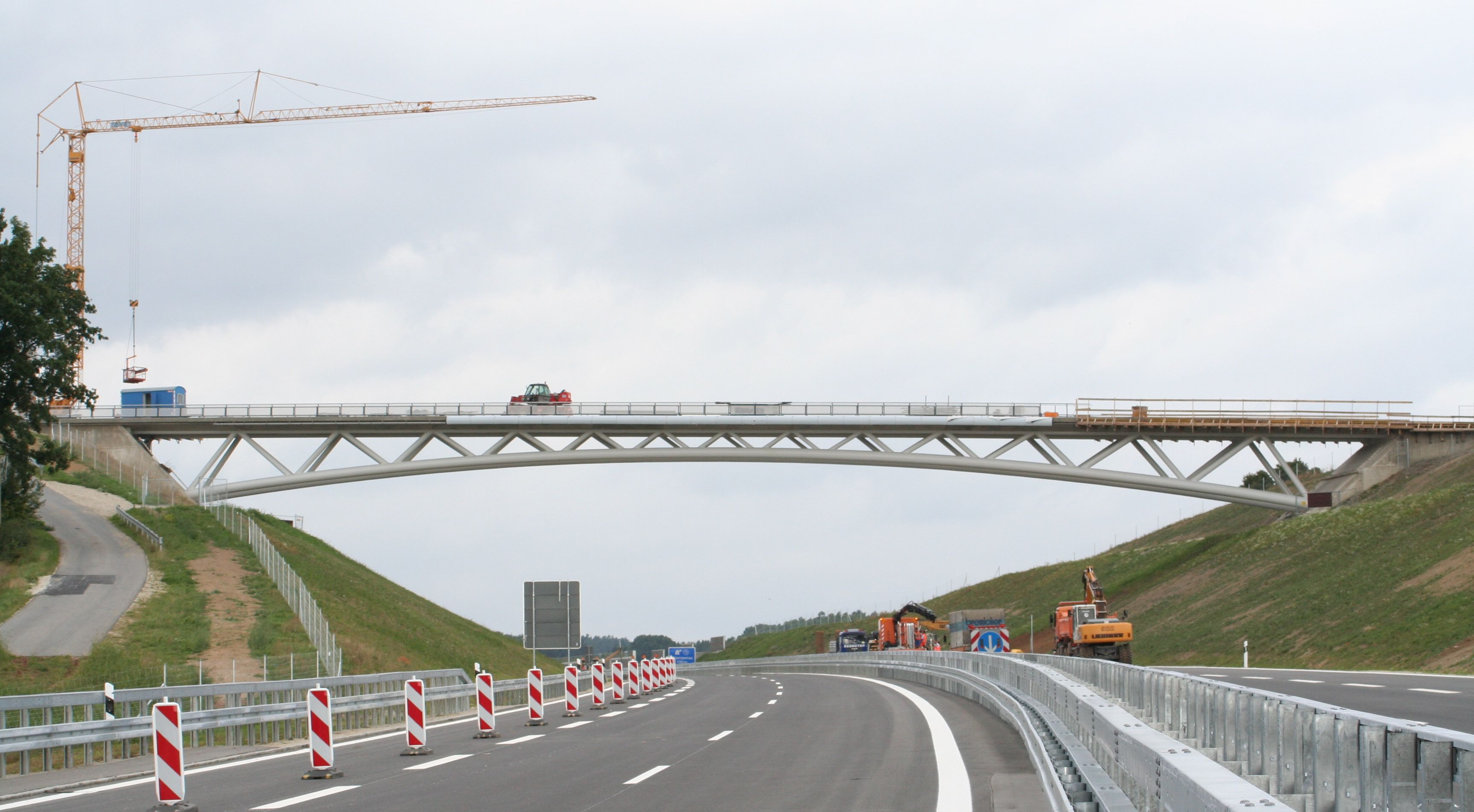
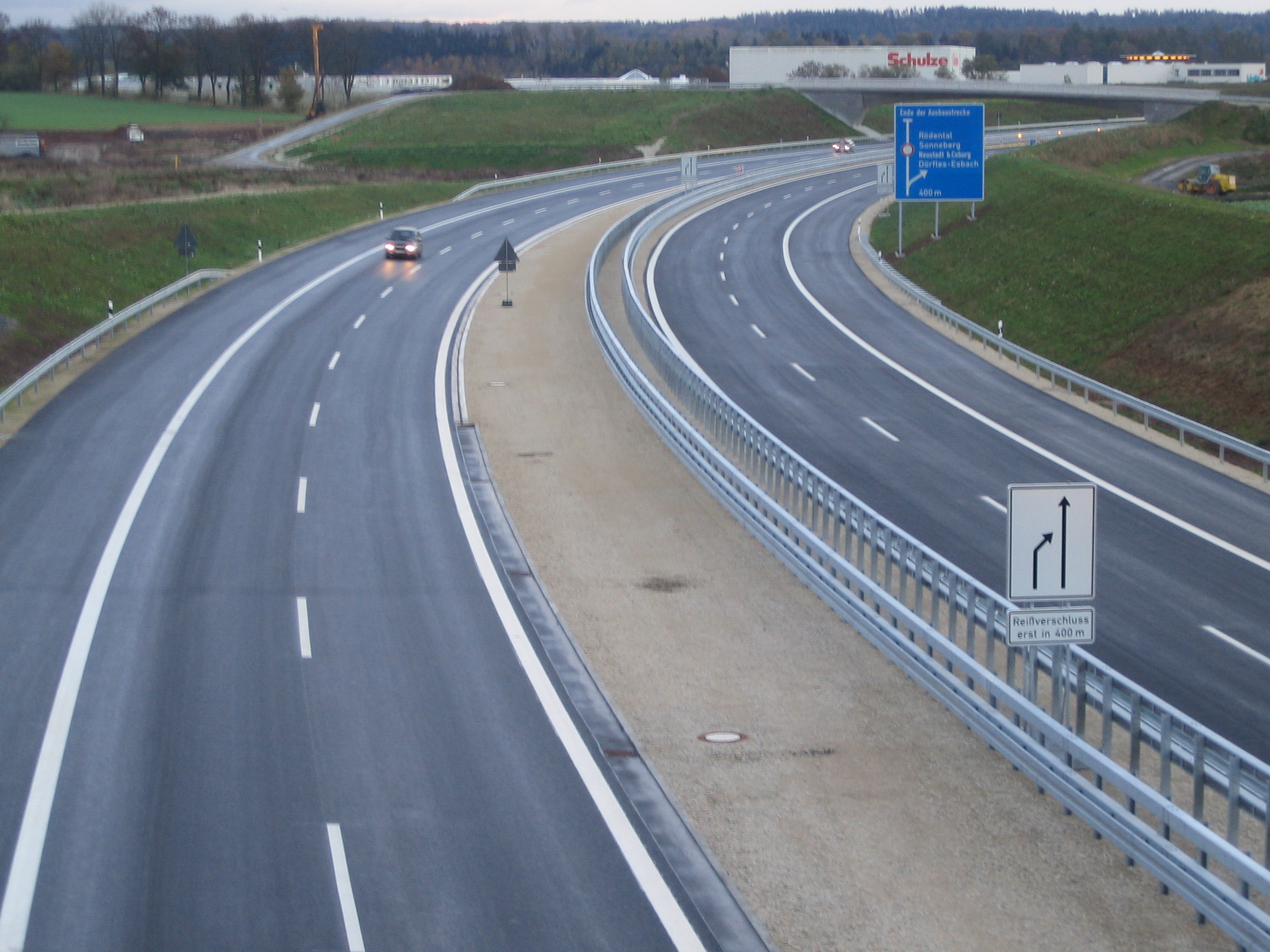
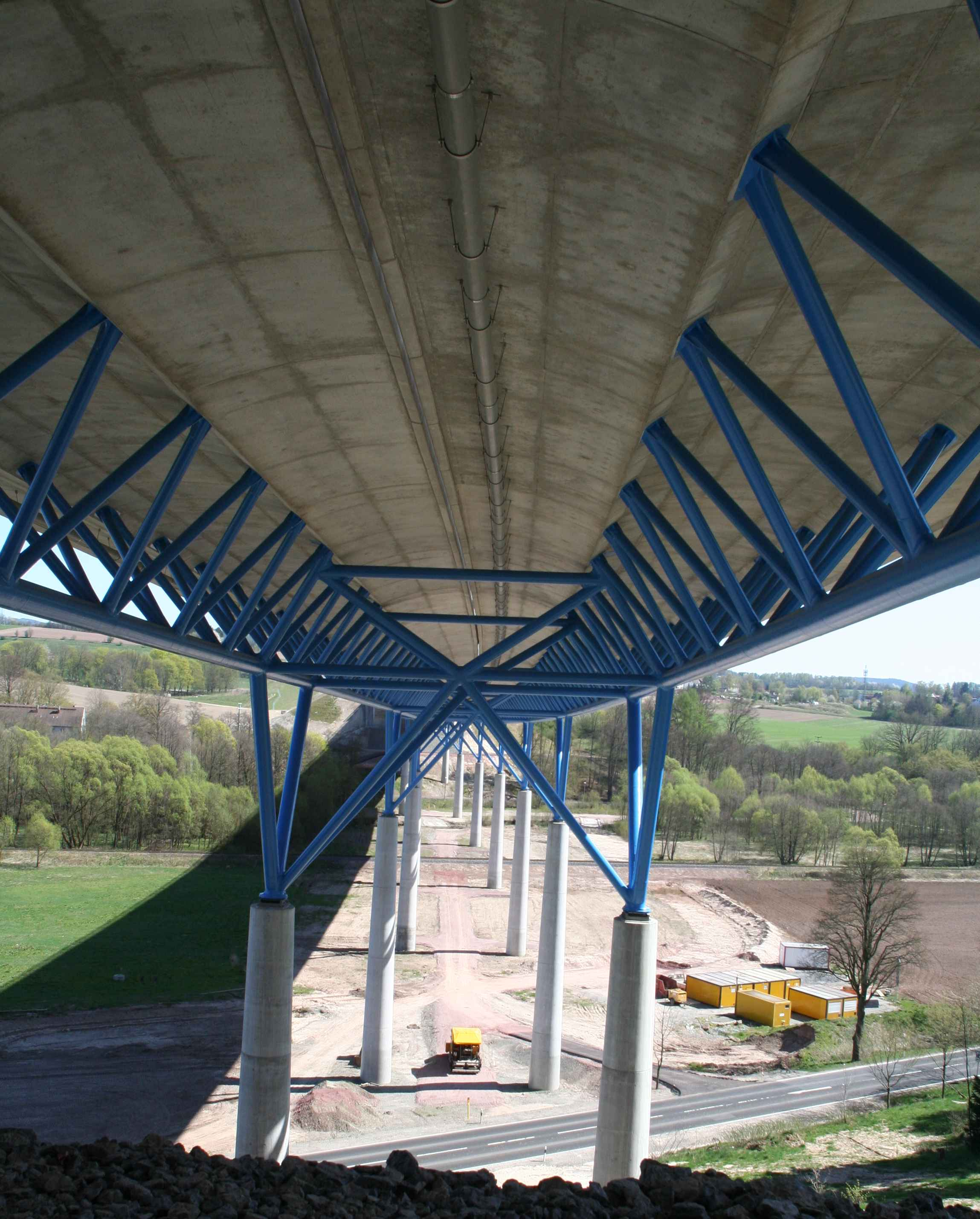
Talbrücke St. Kilian
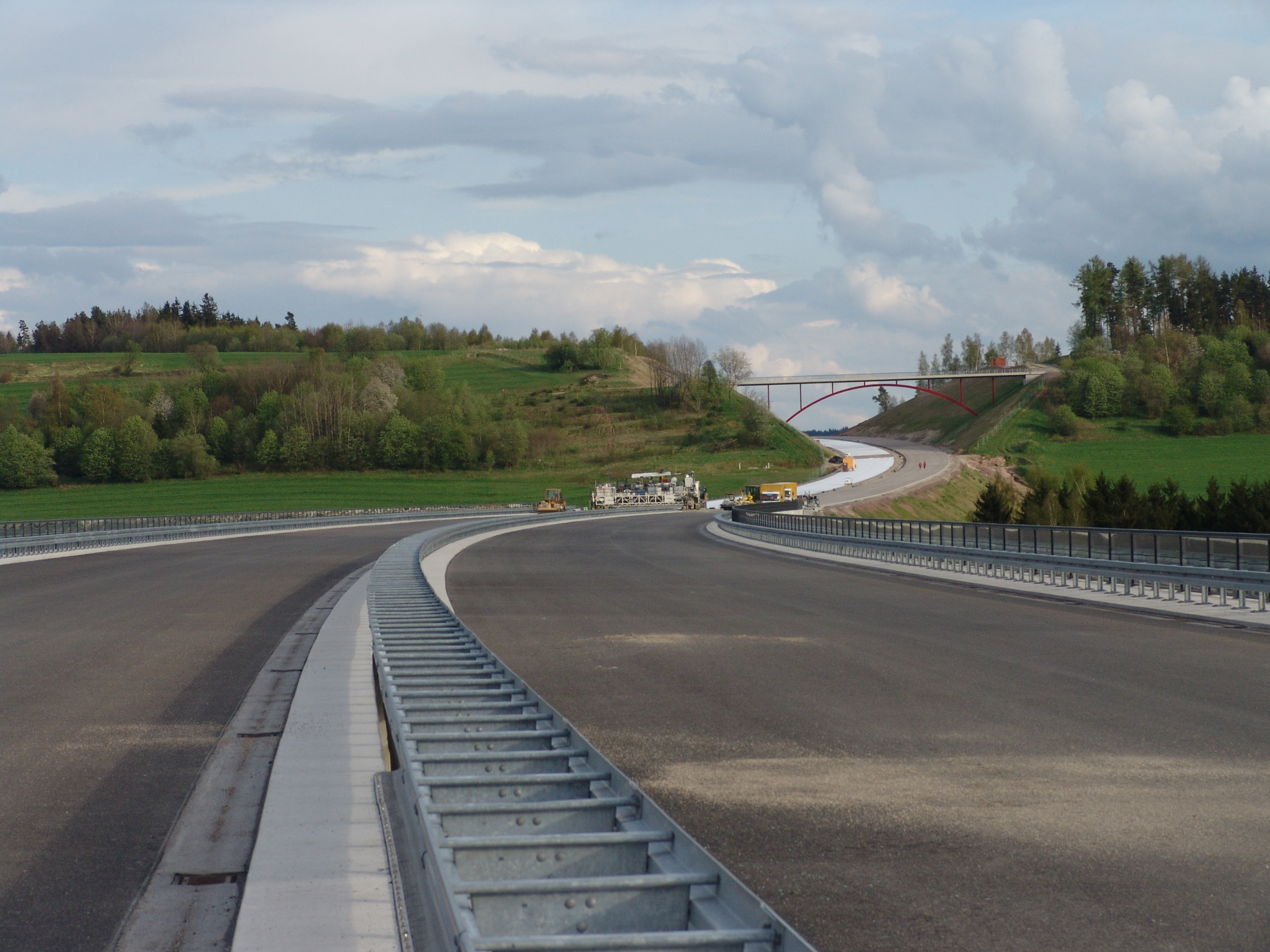
Talbrücke Nahetal
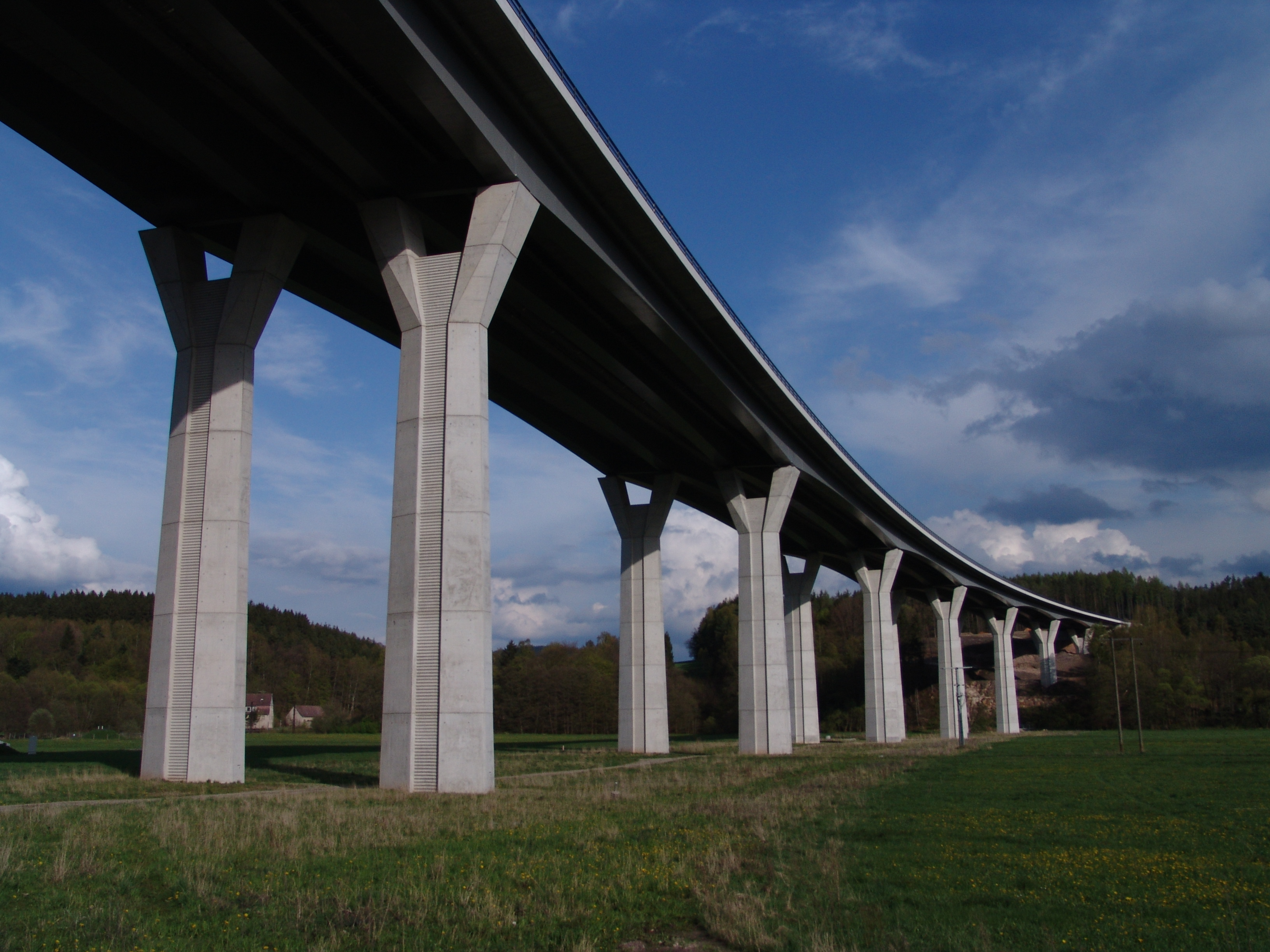
Talbrücke Schleuse